# El Jaral, Zinapécuaro
El Jaral är en ort i Mexiko.   Den ligger i kommunen Zinapécuaro och delstaten Michoacán de Ocampo, i den södra delen av landet, 180 km väster om huvudstaden Mexico City. El Jaral ligger 2 315 meter över havet och antalet invånare är 206.
Terrängen runt El Jaral är lite bergig. Runt El Jaral är det ganska tätbefolkat, med 90 invånare per kvadratkilometer. Närmaste större samhälle är Zinapécuaro, 9,0 km norr om El Jaral. I omgivningarna runt El Jaral växer i huvudsak blandskog.